# Slovénie aux Jeux olympiques d'été de 2020
La Slovénie participe aux Jeux olympiques d'été de 2020 à Tokyo . Initialement prévus du 24 juillet au 9 août 2020, les Jeux ont été reportés du 23 juillet au 8 août 2021, en raison de la pandémie de COVID-19 .  Ce sera la huitième participation consécutive de la nation aux Jeux olympiques d'été en tant que nation indépendante.

## Médaillés
| Sport       | Discipline                | Athlète(s)      | Performance | Date       |
| ----------- | ------------------------- | --------------- | ----------- | ---------- |
| Canoë-kayak | Slalom C-1 hommes         | Benjamin Savšek | 104 s 26    | 26 juillet |
| Cyclisme    | Contre-la-montre masculin | Primož Roglič   | 55 min 4 s  | 28 juillet |
| Escalade    | Combiné femmes            | Janja Garnbret  | 5 points    | 6 août     |

| Sport | Discipline            | Athlète(s)     | Performance                       | Date       |
| ----- | --------------------- | -------------- | --------------------------------- | ---------- |
| Judo  | Moins de 63 kg femmes | Tina Trstenjak | Clarisse Agbegnenou Défaite 00-01 | 27 juillet |

| Sport    | Discipline                | Athlète(s)    | Performance    | Date       |
| -------- | ------------------------- | ------------- | -------------- | ---------- |
| Cyclisme | Course en ligne masculine | Tadej Pogačar | 6 h 6 min 28 s | 24 juillet |

| Sport       |   |   |   | Total |
| ----------- | - | - | - | ----- |
| Canoë-kayak | 1 | 0 | 0 | 1     |
| Cyclisme    | 1 | 0 | 1 | 2     |
| Escalade    | 1 | 0 | 0 | 1     |
| Judo        | 0 | 1 | 0 | 1     |
| Total       | 3 | 1 | 1 | 5     |

| Jour       |   |   |   | Total |
| ---------- | - | - | - | ----- |
| 24 juillet | 0 | 0 | 1 | 1     |
| 26 juillet | 1 | 0 | 0 | 1     |
| 27 juillet | 0 | 1 | 0 | 1     |
| 28 juillet | 1 | 0 | 0 | 1     |
| 6 août     | 1 | 0 | 0 | 1     |
| Total      | 3 | 1 | 1 | 5     |

| Sexe   |   |   |   | Total |
| ------ | - | - | - | ----- |
| Femmes | 1 | 1 | 0 | 2     |
| Hommes | 2 | 0 | 1 | 3     |
| Total  | 3 | 1 | 1 | 5     |

## Athlètes engagés
Voici la liste des qualifiés et sélectionnés slovènes par sport (remplaçants compris) : 
| Sport           | Hommes | Femmes | Total |
| --------------- | ------ | ------ | ----- |
| Athlétisme      | 2      | 5      | 7     |
| Basket-ball     | 12     | 0      | 12    |
| Canoë-kayak     | 2      | 4      | 6     |
| Cyclisme        | 4      | 2      | 6     |
| Escalade        | 0      | 2      | 2     |
| Golf            | 0      | 1      | 1     |
| Gymnastique     | 0      | 1      | 1     |
| Judo            | 1      | 4      | 5     |
| Natation        | 1      | 3      | 4     |
| Taekwondo       | 1      | 0      | 1     |
| Tennis de table | 3      | 0      | 3     |
| Tir             | 0      | 1      | 1     |
| Tir à l'arc     | 1      | 0      | 1     |
| Voile           | 1      | 2      | 3     |
| Total           | 28     | 25     | 53    |

## Résultats

### Athlétisme
| Athlète               | Épreuve                 | 1er tour      | 1er tour | Demi-finale | Demi-finale | Finale        | Finale   |
| Athlète               | Épreuve                 | Temps         | Rang     | Temps       | Rang        | Temps         | Rang     |
| --------------------- | ----------------------- | ------------- | -------- | ----------- | ----------- | ------------- | -------- |
| Luka Janežič          | 400 m masculin          | 45 s 44       | 5e       | 45 s 36     | 7e          | Éliminé       | Éliminé  |
| Maja Mihalinec        | 100 m féminin           | 11 s 54       | 5e       | Éliminée    | Éliminée    | Éliminée      | Éliminée |
| Maja Mihalinec        | 200 m féminin           | 23 s 62       | 4e       | Éliminée    | Éliminée    | Éliminée      | Éliminée |
| Anita Horvat          | 400 m féminin           | 52 s 34       | 6e       | Éliminée    | Éliminée    | Éliminée      | Éliminée |
| Klara Lukan           | 5 000 m féminin         | Abandon       | Abandon  | Non disputé | Non disputé | Éliminée      | Éliminée |
| Maruša Mišmaš-Zrimšek | 3 000 m steeple féminin | 9 min 23 s 36 | 2e       | Non disputé | Non disputé | 9 min 14 s 84 | 6e       |

| Athlète      | Épreuve                   | Qualification | Qualification | Finale      | Finale |
| Athlète      | Épreuve                   | Performance   | Rang          | Performance | Rang   |
| ------------ | ------------------------- | ------------- | ------------- | ----------- | ------ |
| Kristjan Čeh | Lancer du disque masculin | 65,45 m       | 3e            | 66,62 m     | 5e     |
| Tina Šutej   | Saut à la perche féminin  | 4,55 m        | =1re          | 4,50 m      | 5e     |

### Basket-ball
| Épreuve          | Phase de groupe            | Phase de groupe       | Phase de groupe        | Phase de groupe | Quart de finale          | Demi-finale          | Finale / MB             | Rang |
| Épreuve          | Adversaire Score           | Adversaire Score      | Adversaire Score       | Rang            | Adversaire Score         | Adversaire Score     | Adversaire Score        | Rang |
| ---------------- | -------------------------- | --------------------- | ---------------------- | --------------- | ------------------------ | -------------------- | ----------------------- | ---- |
| Tournoi masculin | Argentine Victoire 118-100 | Japon Victoire 116-81 | Espagne Victoire 95-87 | 1er             | Allemagne Victoire 94-70 | France Défaite 89-90 | Australie Défait 93-107 | 4e   |

### Canoë-kayak
| Anja Osterman Špela Ponomarenko Janić | K2 500 m femmes | 1 min 48 s 509 | 4e | 1 min 46 s 929 | 1re | Abandon | Éliminées |

| Athlète         | Compétition  | Série    | Série | Série    | Série | Série    | Série | Demi-finale | Demi-finale | Finale   | Finale                         |
| Athlète         | Compétition  | Run 1    | Rang  | Run 2    | Rang  | Meilleur | Rang  | Temps       | Rang        | Temps    | Rang                           |
| --------------- | ------------ | -------- | ----- | -------- | ----- | -------- | ----- | ----------- | ----------- | -------- | ------------------------------ |
| Benjamin Savšek | C-1 masculin | 98 s 82  | 1er   | 105 s 87 | 12e   | 98 s 82  | 2e    | 104 s 26    | 5e          | 98 s 25  | Médaille d'or, Jeux olympiques |
| Peter Kauzer    | K-1 masculin | 93 s 04  | 4e    | 105 s 64 | 23e   | 93 s 04  | 11e   | 99 s 10     | 12e         | Éliminé  | Éliminé                        |
| Alja Kozorog    | C-1 féminin  | 124 s 08 | 15e   | 113 s 07 | 7e    | 113 s 07 | 8e    | 129 s 72    | 12e         | Éliminée | Éliminée                       |
| Eva Terčelj     | K-1 féminin  | 115 s 93 | 15e   | 109 s 11 | 9e    | 109 s 11 | 11e   | 112 s 48    | 24e         | Éliminée | Éliminée                       |

### Cyclisme
| Athlète       | Compétition               | Temps           | Rang                                |
| ------------- | ------------------------- | --------------- | ----------------------------------- |
| Primož Roglič | Contre-la-montre masculin | 55 min 4 s 19   | Médaille d'or, Jeux olympiques      |
| Primož Roglič | Course en ligne masculine | 6 h 11 min 53 s | 28e                                 |
| Tadej Pogačar | Course en ligne masculine | 6 h 6 min 33 s  | Médaille de bronze, Jeux olympiques |
| Jan Polanc    | Course en ligne masculine | 6 h 15 min 38 s | 43e                                 |
| Jan Tratnik   | Course en ligne masculine | 6 h 21 min 46 s | 67e                                 |
| Eugenia Bujak | Course en ligne féminine  | 3 h 55 min 13 s | 19e                                 |

| Athlète      | Compétition | Temps           | Rang |
| ------------ | ----------- | --------------- | ---- |
| Tanja Žakelj | Femmes      | 1 h 24 min 38 s | 21e  |

### Escalade
| Athlète        | Compétition    | Qualifications | Qualifications | Qualifications | Qualifications | Qualifications | Qualifications | Qualifications | Qualifications | Qualifications | Finale   | Finale   | Finale   | Finale   | Finale     | Finale     | Finale     | Finale   | Finale                         |
| Athlète        | Compétition    | Vitesse        | Vitesse        | Bloc           | Bloc           | Difficulté     | Difficulté     | Difficulté     | Total          | Rang           | Vitesse  | Vitesse  | Bloc     | Bloc     | Difficulté | Difficulté | Difficulté | Total    | Rang                           |
| Athlète        | Compétition    | MT             | Rang           | Résultat       | Rang           | PA             | Temps          | Rang           | Total          | Rang           | MT       | Rang     | Résultat | Rang     | PA         | Temps      | Rang       | Total    | Rang                           |
| -------------- | -------------- | -------------- | -------------- | -------------- | -------------- | -------------- | -------------- | -------------- | -------------- | -------------- | -------- | -------- | -------- | -------- | ---------- | ---------- | ---------- | -------- | ------------------------------ |
| Janja Garnbret | Combiné femmes | 9 s 44         | 14e            | 4T4z 4 4       | 1re            | 30             | -              | 4e             | 56,00          | 4e             | 7 s 81   | 5e       | 2T3z 5 3 | 1re      | 37+        | -          | 1re        | 5        | Médaille d'or, Jeux olympiques |
| Mia Krampl     | Combiné femmes | 10 s 43        | 18e            | 0T4z 0 5       | 14e            | 26+            | 3 min 16 s     | 7e             | 1 764,00       | 18e            | Éliminée | Éliminée | Éliminée | Éliminée | Éliminée   | Éliminée   | Éliminée   | Éliminée | Éliminée                       |

### Golf
| Athlète    | Compétition      | Scores | Scores | Scores | Scores | Total    | Rang |
| Athlète    | Compétition      | Jour 1 | Jour 2 | Jour 3 | Jour 4 | Total    | Rang |
| ---------- | ---------------- | ------ | ------ | ------ | ------ | -------- | ---- |
| Pia Babnik | Épreuve féminine | 71     | 71     | 73     | 67     | 282 (-2) | 34e  |

### Gymnastique rythmique
| Athlète             | Qualification | Qualification | Qualification | Qualification | Qualification | Qualification | Finale   | Finale   | Finale   | Finale   | Finale   | Finale   |
| Athlète             |               |               |               |               | Total         | Rang          |          |          |          |          | Total    | Rang     |
| ------------------- | ------------- | ------------- | ------------- | ------------- | ------------- | ------------- | -------- | -------- | -------- | -------- | -------- | -------- |
| Ekaterina Vedeneeva | 22,800        | 23,550        | 22,550        | 20,800        | 89,700        | 15e           | Éliminée | Éliminée | Éliminée | Éliminée | Éliminée | Éliminée |

### Judo
| Athlète          | Compétition           | 1er tour                   | 2e tour                  | Quart de finale        | Demi-finale                | Repêchage                  | Finale / MB              | Rang                               |
| Athlète          | Compétition           | Adversaire Résultat        | Adversaire Résultat      | Adversaire Résultat    | Adversaire Résultat        | Adversaire Résultat        | Adversaire Résultat      | Rang                               |
| ---------------- | --------------------- | -------------------------- | ------------------------ | ---------------------- | -------------------------- | -------------------------- | ------------------------ | ---------------------------------- |
| Adrian Gomboc    | Moins de 66 kg hommes | Mungandu Victoire 10-00    | Zantaraya Victoire 01-00 | An Défaite 00-10       | Non qualifié               | Shmailov Défaite 00-01     | Éliminé                  | 7e                                 |
| Maruša Štangar   | Moins de 48 kg femmes | Kang Victoire 10-01        | Pareto Défaite 00-10     | Éliminée               | Éliminée                   | Éliminée                   | Éliminée                 | Éliminée                           |
| Kaja Kajzer      | Moins de 57 kg femmes | Sumiyaa Victoire 01-00     | Lien Victoire 10-00      | Gjakova Défaite 00-11  | Non qualifiée              | Nelson-Levy Victoire 10-00 | Klimkait Défaite 00-01   | 5e                                 |
| Tina Trstenjak   | Moins de 63 kg femmes | Han Victoire 01-00         | Cabaña Victoire 10-00    | Barrios Victoire 10-01 | Centracchio Victoire 10-00 | -                          | Agbegnenou Défaite 00-01 | Médaille d'argent, Jeux olympiques |
| Anamari Velenšek | Plus de 78 kg femmes  | Cutro-Kelly Victoire 11-00 | Altheman Défaite 00-10   | Éliminée               | Éliminée                   | Éliminée                   | Éliminée                 | Éliminée                           |

### Natation
| Athlète     | Épreuve                    | Série          | Série       | Demi-finale | Demi-finale | Finale         | Finale   |
| Athlète     | Épreuve                    | Temps          | Rang        | Temps       | Rang        | Temps          | Rang     |
| ----------- | -------------------------- | -------------- | ----------- | ----------- | ----------- | -------------- | -------- |
| Martin Bau  | 400 m nage libre masculin  | 3 min 52 s 56  | 24e         | Non disputé | Non disputé | Éliminé        | Éliminé  |
| Martin Bau  | 800 m nage libre masculin  | 8 min 4 s 79   | 32e         | Non disputé | Non disputé | Éliminé        | Éliminé  |
| Janja Šege  | 100 m nage libre féminin   | 54 s 73        | 24e         | Éliminée    | Éliminée    | Éliminée       | Éliminée |
| Janja Šege  | 200 m nage libre féminin   | 1 min 58 s 38  | 17e         | Éliminée    | Éliminée    | Éliminée       | Éliminée |
| Katja Fain  | 800 m nage libre féminin   | 8 min 41 s 13  | 26e         | Non disputé | Non disputé | Éliminée       | Éliminée |
| Katja Fain  | 1 500 m nage libre féminin | 16 min 35 s 92 | 30e         | Non disputé | Non disputé | Éliminée       | Éliminée |
| Katja Fain  | 400 m 4 nages féminin      | 4 min 44 s 66  | 15e         | Non disputé | Non disputé | Éliminée       | Éliminée |
| Špela Perše | 10 km en eau libre féminin | Non disputé    | Non disputé | Non disputé | Non disputé | 2 h 8 min 33 s | 24e      |

### Taekwondo
| Athlète        | Compétition          | Huitièmes de finale | Quarts de finale    | Demi-finale         | Repêchage                | Finale / MB         | Rang |
| Athlète        | Compétition          | Adversaire Résultat | Adversaire Résultat | Adversaire Résultat | Adversaire Résultat      | Adversaire Résultat | Rang |
| -------------- | -------------------- | ------------------- | ------------------- | ------------------- | ------------------------ | ------------------- | ---- |
| Ivan Trajkovič | Plus de 80 kg hommes | Obame Victoire 26-5 | Larine Défaite 3-16 | Non qualifié        | Taufatofua Victoire 22-1 | In Défaite 4-5      | 5e   |

### Tennis de table
| Athlète(s)                          | Compétition        | 1er tour           | 2e tour             | 3e tour                | 4e tour                  | Quarts de finale | Demi-finale      | Finale / MB      | Rang     |
| Athlète(s)                          | Compétition        | Adversaire Score   | Adversaire Score    | Adversaire Score       | Adversaire Score         | Adversaire Score | Adversaire Score | Adversaire Score | Rang     |
| ----------------------------------- | ------------------ | ------------------ | ------------------- | ---------------------- | ------------------------ | ---------------- | ---------------- | ---------------- | -------- |
| Darko Jorgić                        | Simple messieurs   | Exempté            | Robles Victoire 4-3 | Pitchford Victoire 4-2 | Harimoto Victoire 4-3    | Lin Défaite 0-4  | Éliminé          | Éliminé          | Éliminé  |
| Bojan Tokič                         | Simple messieurs   | Hazin Victoire 4-0 | Pucar Victoire 4-0  | Calderano Défaite 1-4  | Éliminé                  | Éliminé          | Éliminé          | Éliminé          | Éliminé  |
| Darko Jorgić Deni Kozul Bojan Tokič | Par équipes hommes | Non disputé        | Non disputé         | Non disputé            | Corée du Sud Défaite 1-3 | Éliminés         | Éliminés         | Éliminés         | Éliminés |

### Tir
| Athlète      | Compétition                  | Qualification | Qualification | Finale   | Finale   |
| Athlète      | Compétition                  | Points        | Rang          | Points   | Rang     |
| ------------ | ---------------------------- | ------------- | ------------- | -------- | -------- |
| Živa Dvoršak | Carabine à air comprimé 10 m | 627,2         | 11e           | Éliminée | Éliminée |
| Živa Dvoršak | Carabine à 50 m 3 positions, | 1 173         | 7e            | 406,2    | 7e       |

### Tir à l'arc
| Athlète       | Compétition        | Tour préliminaire | Tour préliminaire | 1er tour            | 2e tour          | 3e tour          | Quarts de finale | Demi-finale      | Finale / 3e place | Rang    |
| Athlète       | Compétition        | Score             | Rang              | Adversaire Score    | Adversaire Score | Adversaire Score | Adversaire Score | Adversaire Score | Adversaire Score  | Rang    |
| ------------- | ------------------ | ----------------- | ----------------- | ------------------- | ---------------- | ---------------- | ---------------- | ---------------- | ----------------- | ------- |
| Žiga Ravnikar | Individuel hommes, | 651               | 41e               | Nespoli Défaite 0-6 | Éliminé          | Éliminé          | Éliminé          | Éliminé          | Éliminé           | Éliminé |

### Voile
| Athlète                    | Compétition  | Régate | Régate | Régate | Régate | Régate | Régate | Régate | Régate | Régate | Régate | Régate | Total net | Rang final |
| Athlète                    | Compétition  | 1      | 2      | 3      | 4      | 5      | 6      | 7      | 8      | 9      | 10     | CM     | Total net | Rang final |
| -------------------------- | ------------ | ------ | ------ | ------ | ------ | ------ | ------ | ------ | ------ | ------ | ------ | ------ | --------- | ---------- |
| Žan Luka Zelko             | Laser hommes | 8      | 23     | 29     | 17     | 31     | (36)   | 20     | 26     | 5      | 19     | EL     | 178       | 26e        |
| Veronika Macarol Tina Mrak | 470 femmes   | 8      | (16)   | 6      | 9      | 4      | 7      | 3      | 9      | 2      | 7      | 14     | 69        | 5e         |